# رينكون دي لا فيكتوريا
بلدية بزليانة أو رينكون دي لا فيكتوريا (بالإسبانية: Rincón de la Victoria) هي بلدية تقع في مقاطعة مالقة التابعة لمنطقة أندلوسيا جنوب إسبانيا.

## الديموغرافيا
بلغ عدد سكان بلدية بزليانة 40.339 نسمة عام 2011 (وفقاً للمعهد الوطني الإسباني للإحصاء).
| 19.247 | 21.721 | 25.682 | 31.996 | 35.714 | 38.666 | 40.339 |

## أعلام
- خوان كروز
- رامون ماريا ديل بايي إنكلان